# 3373 Koktebelia
3373 Koktebelia este un asteroid din centura principală, descoperit pe 31 august 1978, de Nikolai Cernîh.